# Gorgasia taiwanensis
Gorgasia taiwanensis és una espècie de peix pertanyent a la família dels còngrids.

## Descripció
- Pot arribar a fer 74,1 cm de llargària màxima.
- Nombre de vèrtebres: 156-167.
- 458-469 radis a l'aleta dorsal.
- 267-295 radis a l'aleta anal.
- Aletes pectorals curtes.
- Llavis de color marró fosc, gairebé negre.
- Ulls vorejats de negre.
- Fa al voltant de 15 mm de diàmetre.[5]

## Hàbitat
És un peix marí, demersal i de clima subtropical que viu entre 14 i 22 m de fondària.

## Distribució geogràfica
Es troba al Pacífic nord-occidental: Taiwan i el sud del Japó.

## Observacions
És inofensiu per als humans.